# Сен-Реми-су-Барбюиз
Сен-Реми́-су-Барбюи́з (фр. Saint-Remy-sous-Barbuise) — коммуна во Франции, находится в регионе Шампань — Арденны. Департамент — Об. Входит в состав кантона Арси-сюр-Об. Округ коммуны — Труа.
Код INSEE коммуны — 10361.
Коммуна расположена приблизительно в 140 км к востоку от Парижа, в 60 км южнее Шалон-ан-Шампани, в 21 км к северу от Труа.

## Население
Население коммуны на 2008 год составляло 173 человека.
| 1962 | 1968 | 1975 | 1982 | 1990 | 1999 | 2006 | 2008 |
| ---- | ---- | ---- | ---- | ---- | ---- | ---- | ---- |
| 89   | 103  | 95   | 146  | 151  | 140  | 144  | 173  |

## Экономика
В 2007 году среди 114 человек в трудоспособном возрасте (15—64 лет) 95 были экономически активными, 19 — неактивными (показатель активности — 83,3 %, в 1999 году было 78,1 %). Из 95 активных работали 87 человек (45 мужчин и 42 женщины), безработных было 8 (2 мужчины и 6 женщин). Среди 19 неактивных 5 человек были учениками или студентами, 8 — пенсионерами, 6 были неактивными по другим причинам.

## Фотогалерея
- Церковь Сен-Реми
- Карта коммуны